# 송파구 병
서울 송파구 병은 대한민국의 국회의원 선거구이다. 서울특별시 송파구 일부 지역을 관할한다. 현 지역구 국회의원은 더불어민주당의 남인순이다.

## 역사
대한민국 제17대 국회의원 선거를 앞두고 송파구의 인구가 인구 상한선을 초과하면서 송파구 을 선거구의 일부 지역이 분리되어 송파구 병 선거구가 신설되었다. 신설 당시 송파구 을의 거여동, 마천동, 오금동, 가락동, 문정1동, 장지동을 관할했다.
제20대 국회의원 선거를 앞두고 장지동에서 위례동이 분리되면서 관할 구역으로 추가되었다.

## 관할 구역
| 대수        | 관할 구역                                                                                     |
| ----------- | --------------------------------------------------------------------------------------------- |
| 17대 ~ 19대 | 송파구 거여1동, 거여2동, 마천1동, 마천2동, 오금동, 가락본동, 가락2동, 문정1동, 장지동         |
| 20대 ~ 현재 | 송파구 거여1동, 거여2동, 마천1동, 마천2동, 오금동, 가락본동, 가락2동, 문정1동, 장지동, 위례동 |

## 역대 국회의원
| 선거   | 정당 | 정당         | 의원   |
| ------ | ---- | ------------ | ------ |
| 2004년 |      | 열린우리당   | 이근식 |
| 2008년 |      | 통합민주당   | 김성순 |
| 2012년 |      | 새누리당     | 김을동 |
| 2016년 |      | 더불어민주당 | 남인순 |
| 2020년 |      | 더불어민주당 | 남인순 |
| 2024년 |      | 더불어민주당 | 남인순 |

## 역대 선거 결과

### 대한민국 제17대 국회의원 선거
|  | 38.23% |

|  | 33.74% |

|  | 25.14% |

|  | 2.87% |

### 대한민국 제18대 국회의원 선거
|  | 46.96% |

|  | 44.39% |

|  | 3.56% |

|  | 2.63% |

|  | 1.66% |

|  | 0.78% |

### 대한민국 제19대 국회의원 선거
|  | 51.37% |

|  | 46.36% |

|  | 2.26% |

### 대한민국 제20대 국회의원 선거
|  | 44.88% |

|  | 39.69% |

|  | 15.42% |

### 대한민국 제21대 국회의원 선거
|  | 52.48% |

|  | 43.21% |

|  | 2.20% |

|  | 1.60% |

|  | 0.48% |

### 대한민국 제22대 국회의원 선거
|  | 51.04% |

|  | 48.95% |